# Strangling Threads
Strangling Threads è un film muto del 1923 diretto da Cecil M. Hepworth.
La storia, basata sul lavoro teatrale di Naunton Davies e Leon M. Lion, è il remake di un altro film girato da Hepworth nel 1917, The Cobweb, che aveva sempre come protagonista Alma Taylor.

## Trama
Ricattato dalla moglie messicana che muore sotto shock, un milionario pensa di averla uccisa lui.

## Produzione
Il film fu prodotto dalla Hepworth.

## Distribuzione
Distribuito dall'Ideal, il film uscì nelle sale cinematografiche britanniche nell'agosto 1923.
Si pensa che sia andato distrutto nel 1924 insieme a gran parte degli altri film della Hepworth. Il produttore, in gravissime difficoltà finanziarie, pensò in questo modo di poter almeno recuperare l'argento dal nitrato delle pellicole.